# Urca, Cluj
Urca (în maghiară Mezöörke) este un sat în comuna Viișoara din județul Cluj, Transilvania, România.

## Istoric
Satul Urca apare atestat din 1289: Terra Heurke habitatoribus carens.
Pe Harta Iosefină a Transilvaniei din 1769-1773 (Sectio 110), localitatea apare sub numele de „Örke”.

## Personalități
- Emil Andreșan (1877 - 1945), deputat în Marea Adunare Națională de la Alba Iulia 1918

## Vechea mănăstire
Între Urca și satul învecinat Pădureni a existat în trecut într-o pădurice o veche mănăstire (notată "Monostor" pe Harta Iosefină). Mănăstirea este amintită documentar în 1774, când avea un călugăr greco-catolic. Interiorul mănăstirii era foarte mic.

## Demografie
Populația localității a evoluat de-a lungul timpului astfel:

## Localități înfrățite
- Saint-Calais din Franța, din 1991.

## Lăcașuri de cult

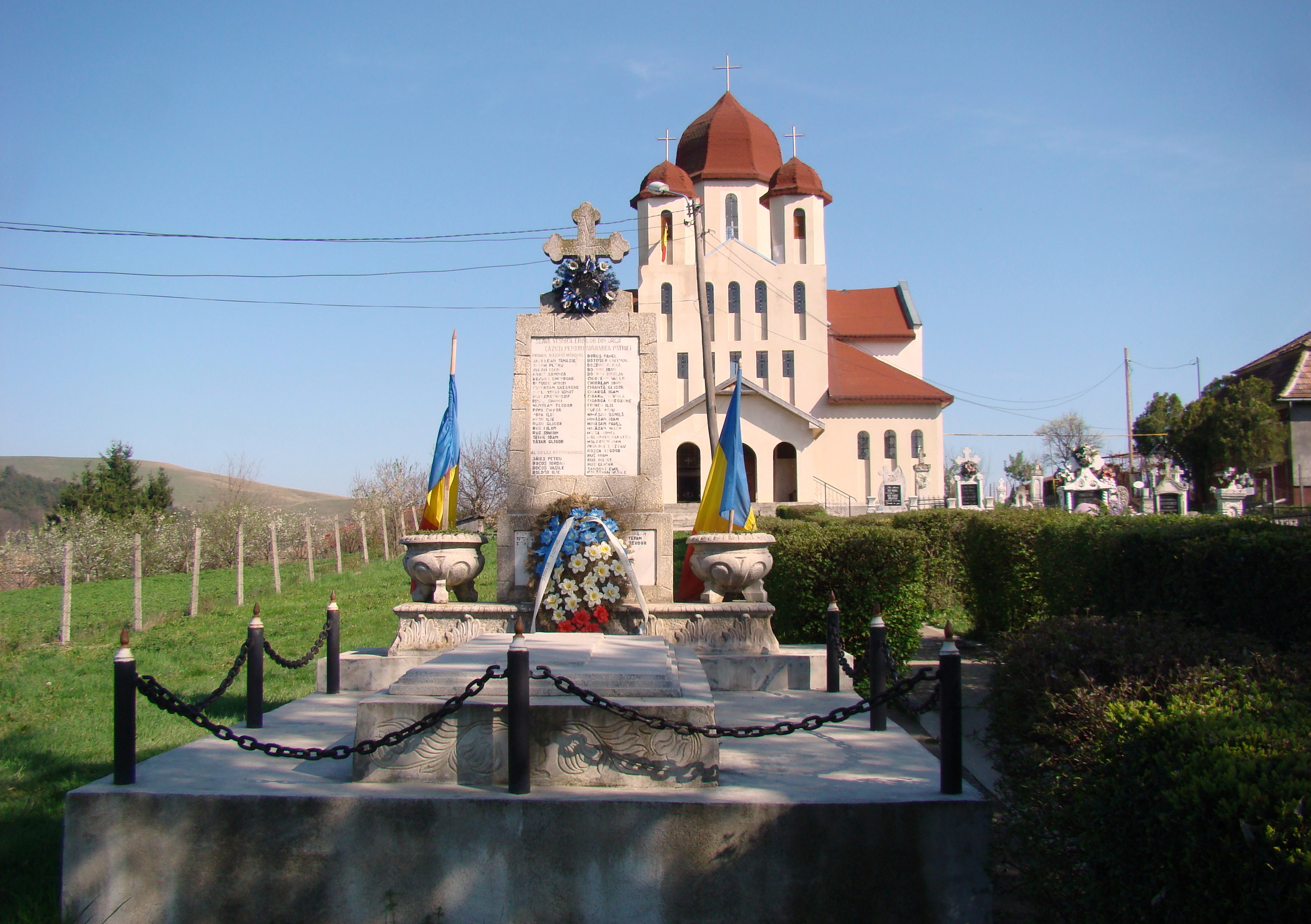
Biserica şi monumentul eroilor

Piatra de temelie a bisericii din Urca a fost pusă în data de 15 martie 2002. Construcția ei a fost terminată în anul 2008. Biserica are trei turnuri: două frontale mici și o turlă principală centrală. Interiorul bisericii este foarte luminos, datorită spațiilor vitrate generoase. Are hramul „Sfinții Arhangheli Mihail și Gavriil”. Iconostasul a fost confecționat din lemn de stejar de Daniel Varga, din Cluj-Napoca. În curtea bisericii este amplasat monumentul eroilor din cele două războaie mondiale.

## Imagini

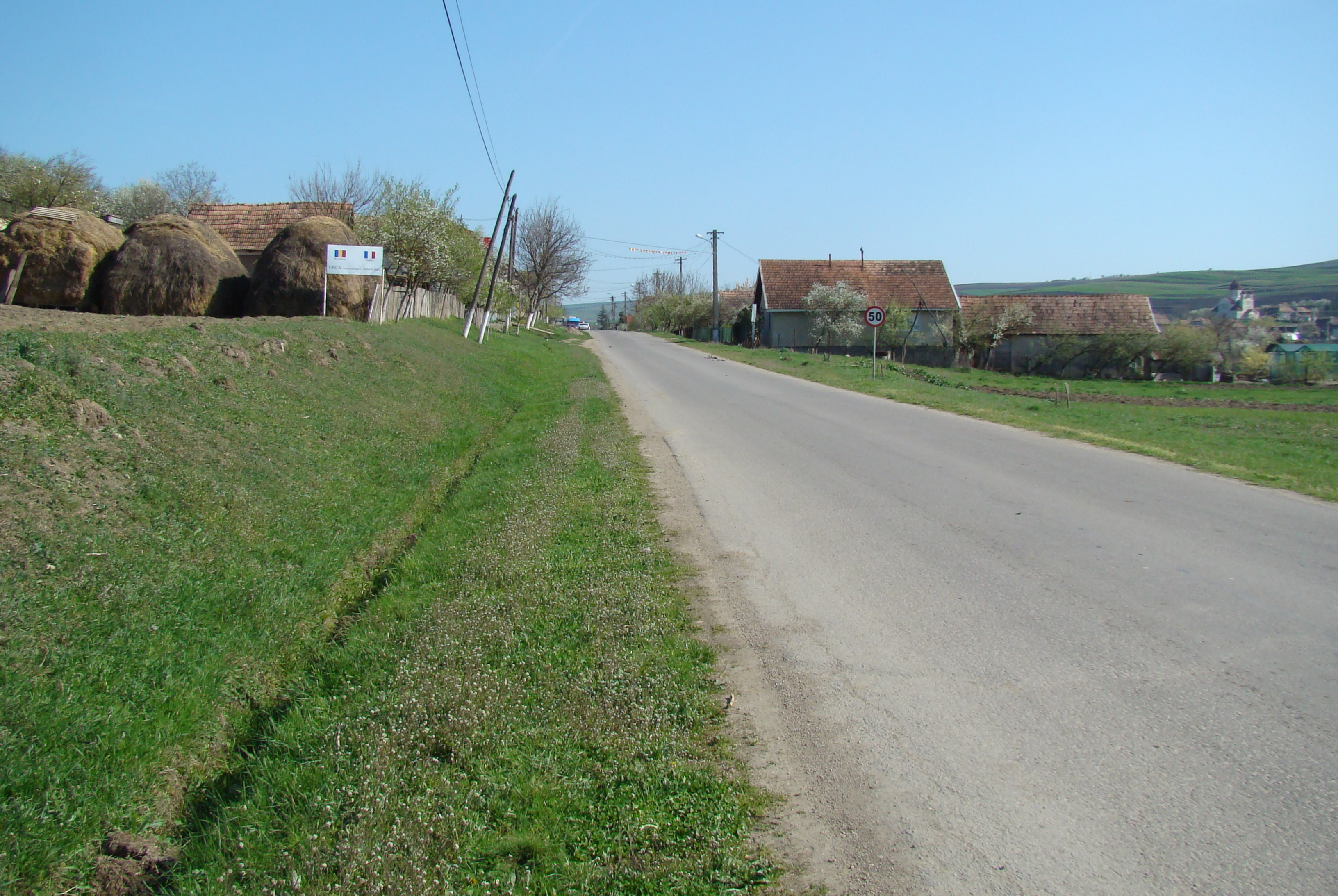
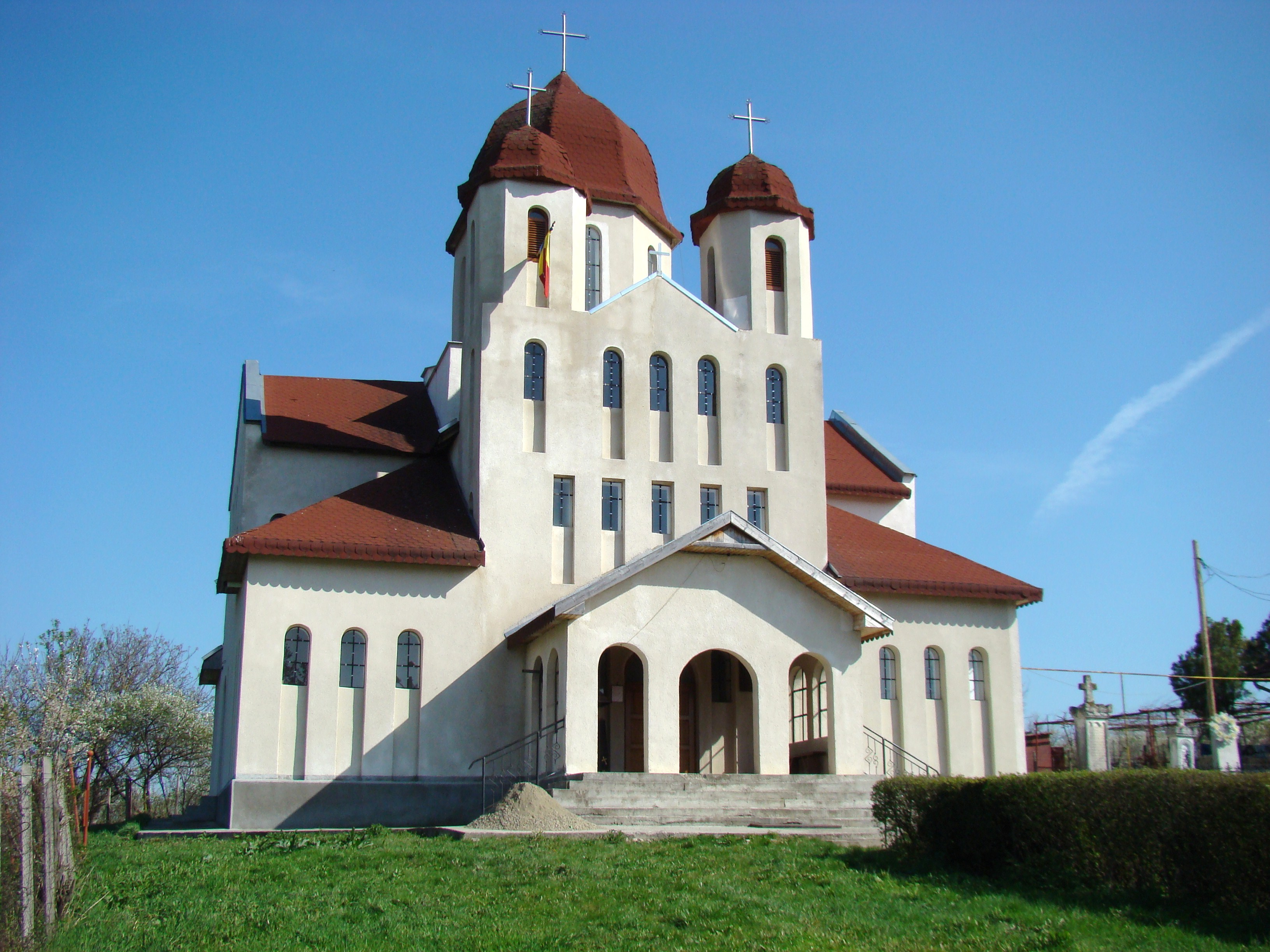
Biserica ortodoxă
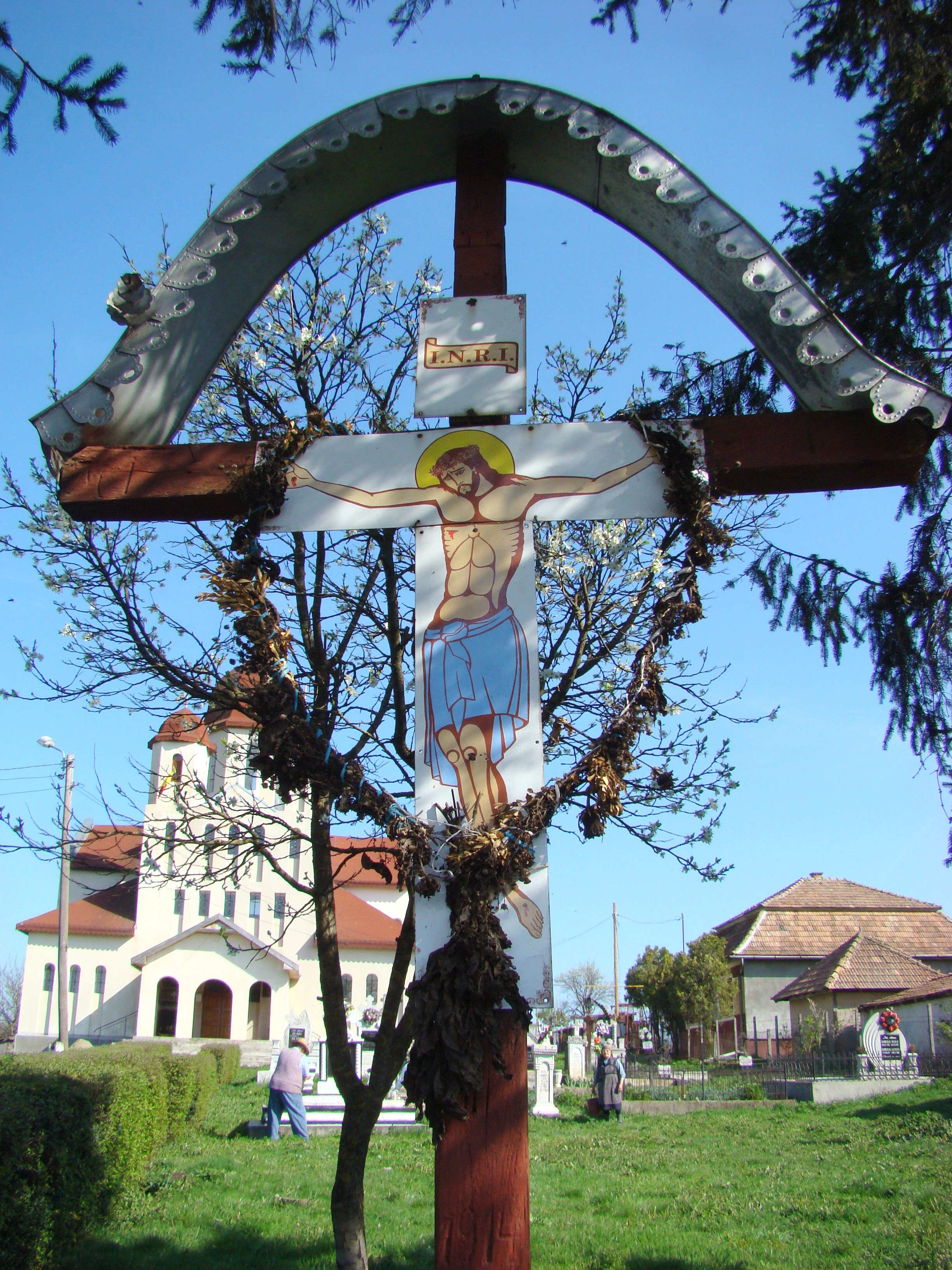
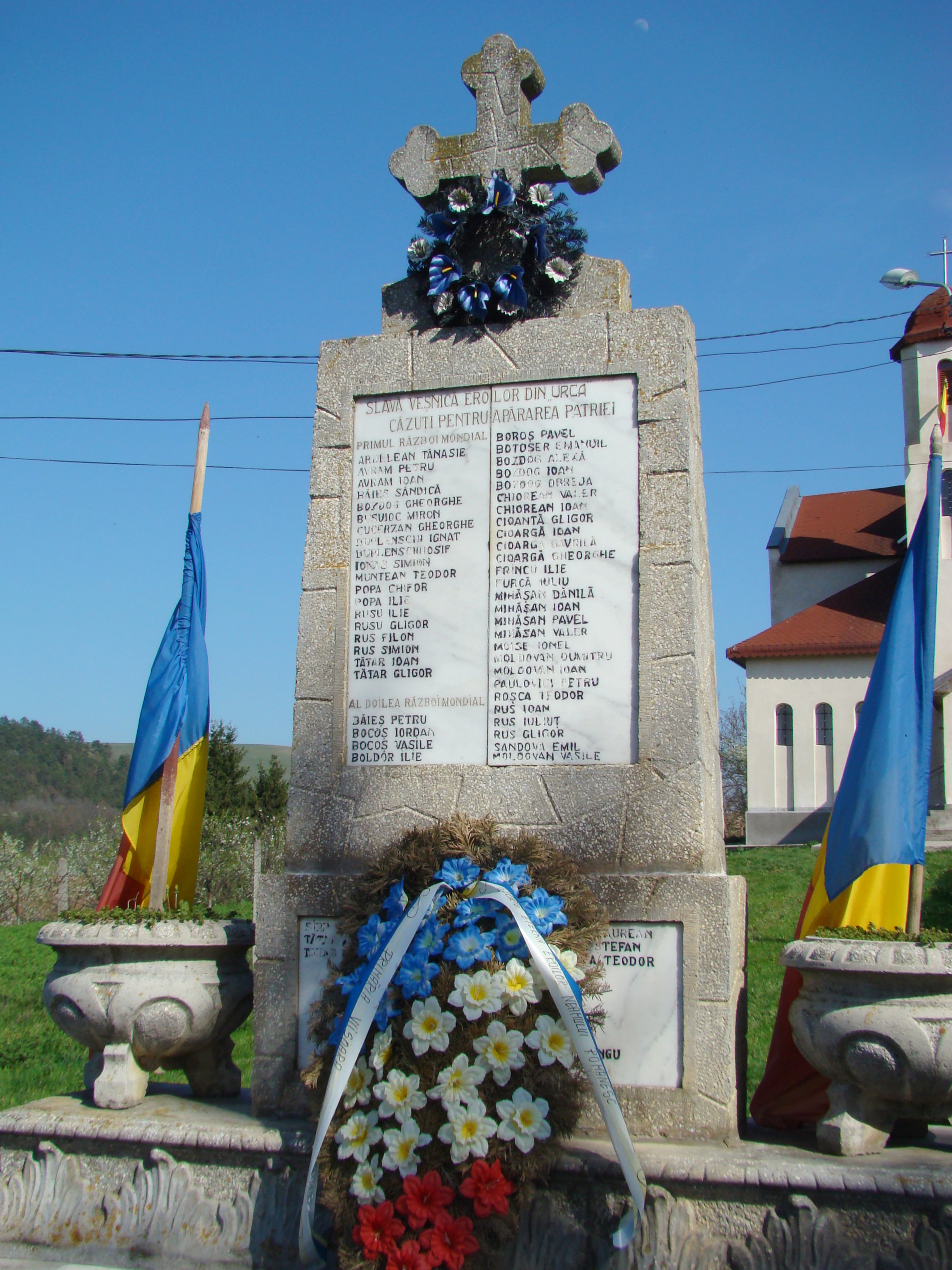
Monumentul Eroilor
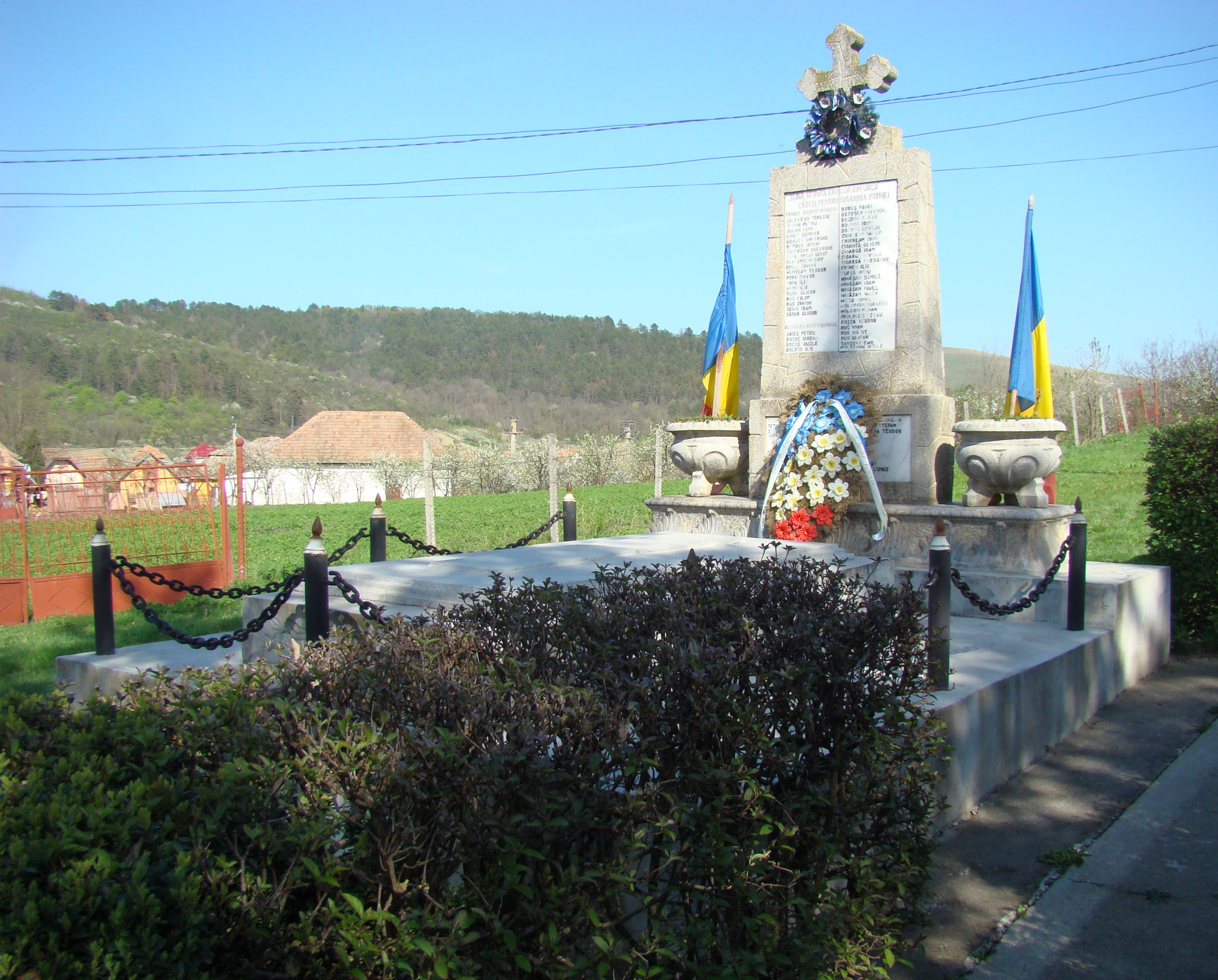
Monumentul Eroilor
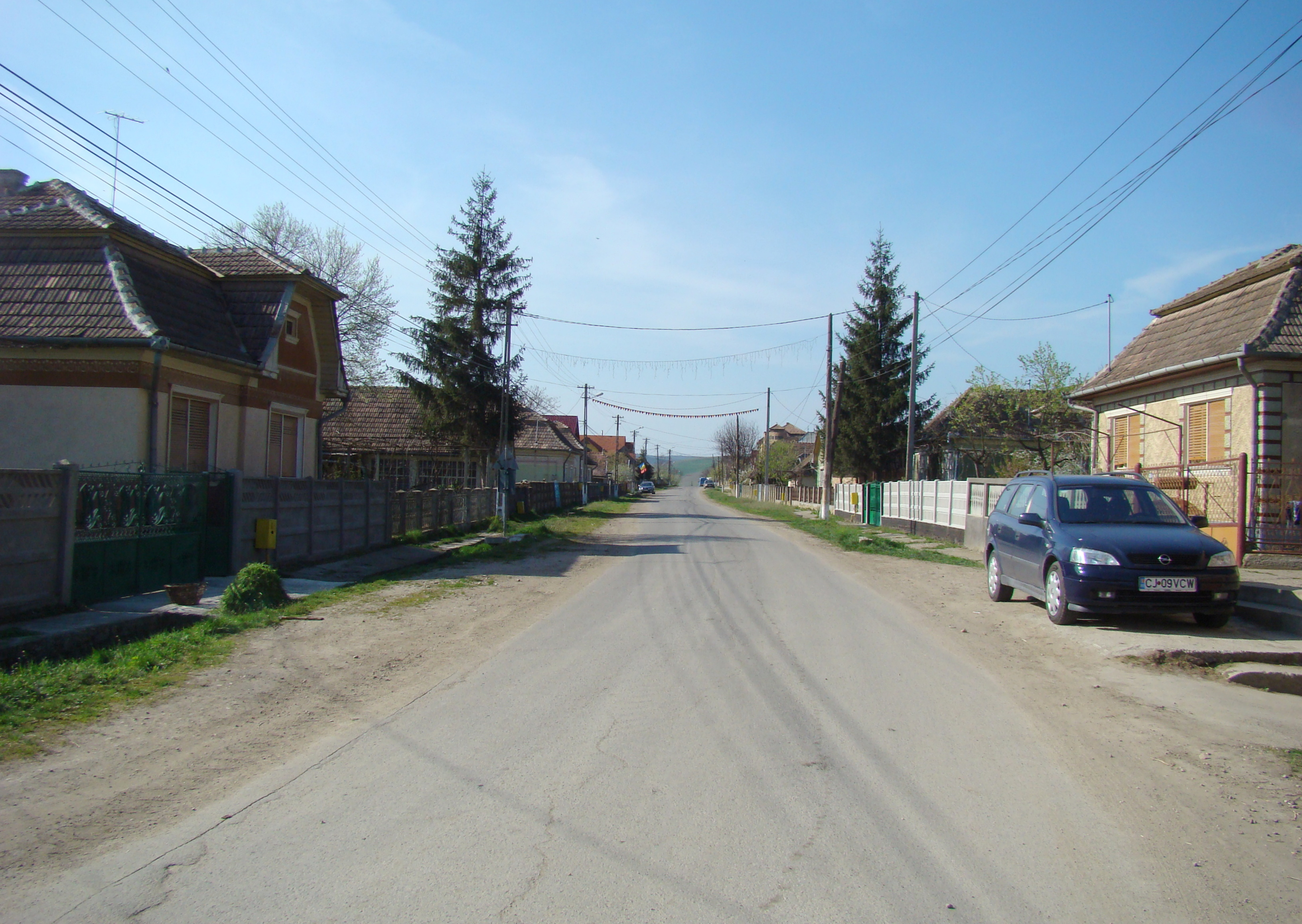
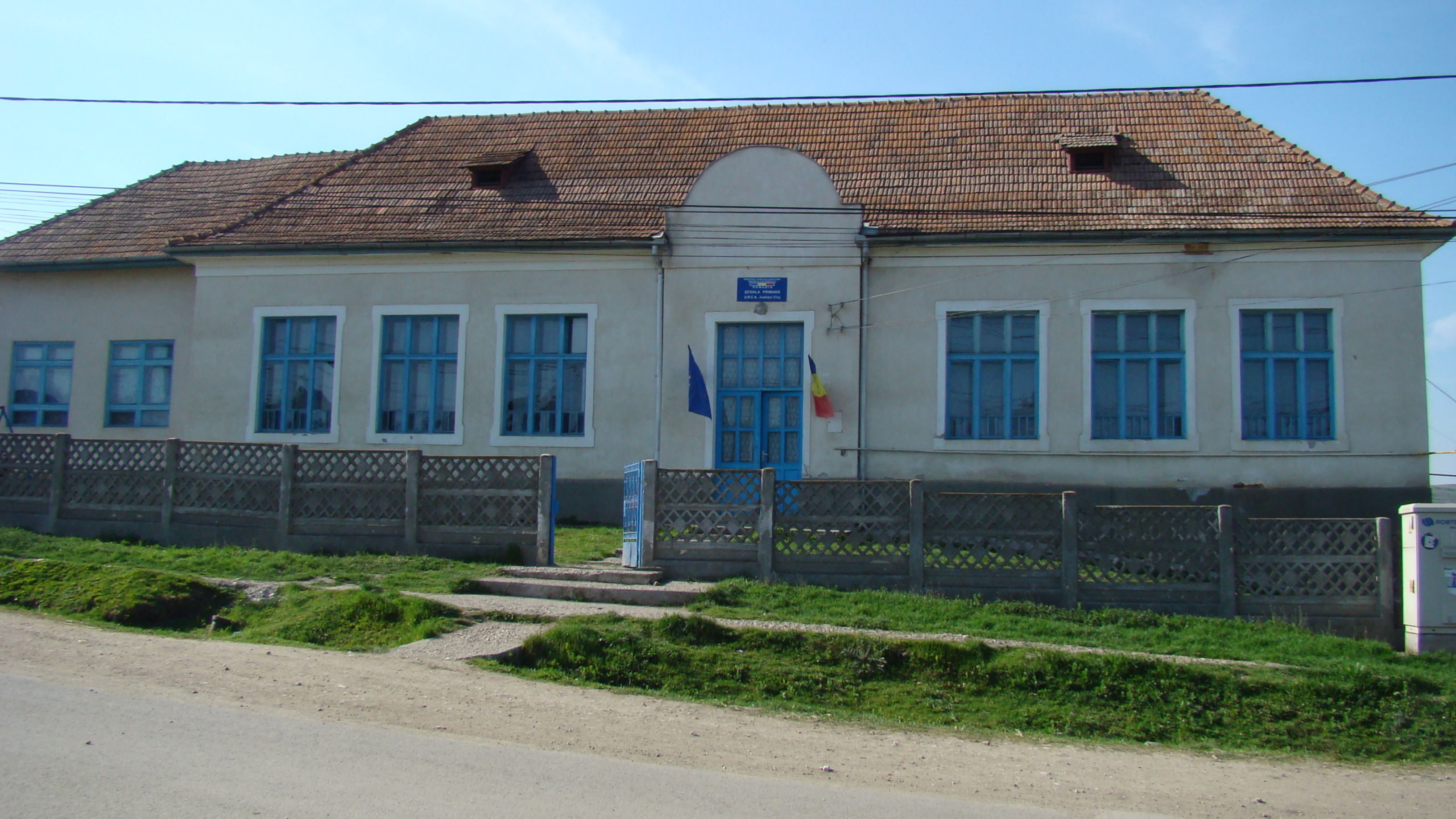
Școala
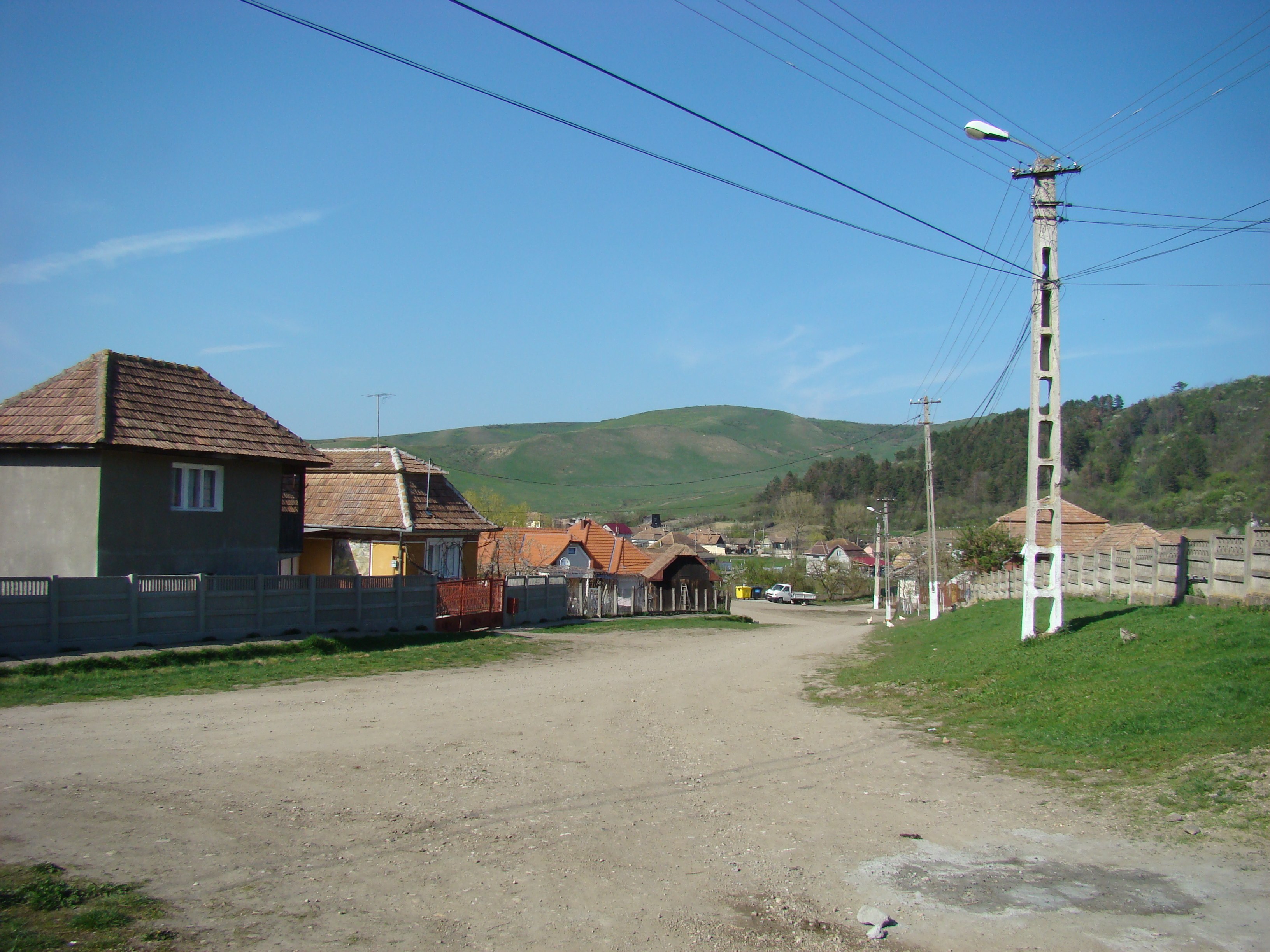
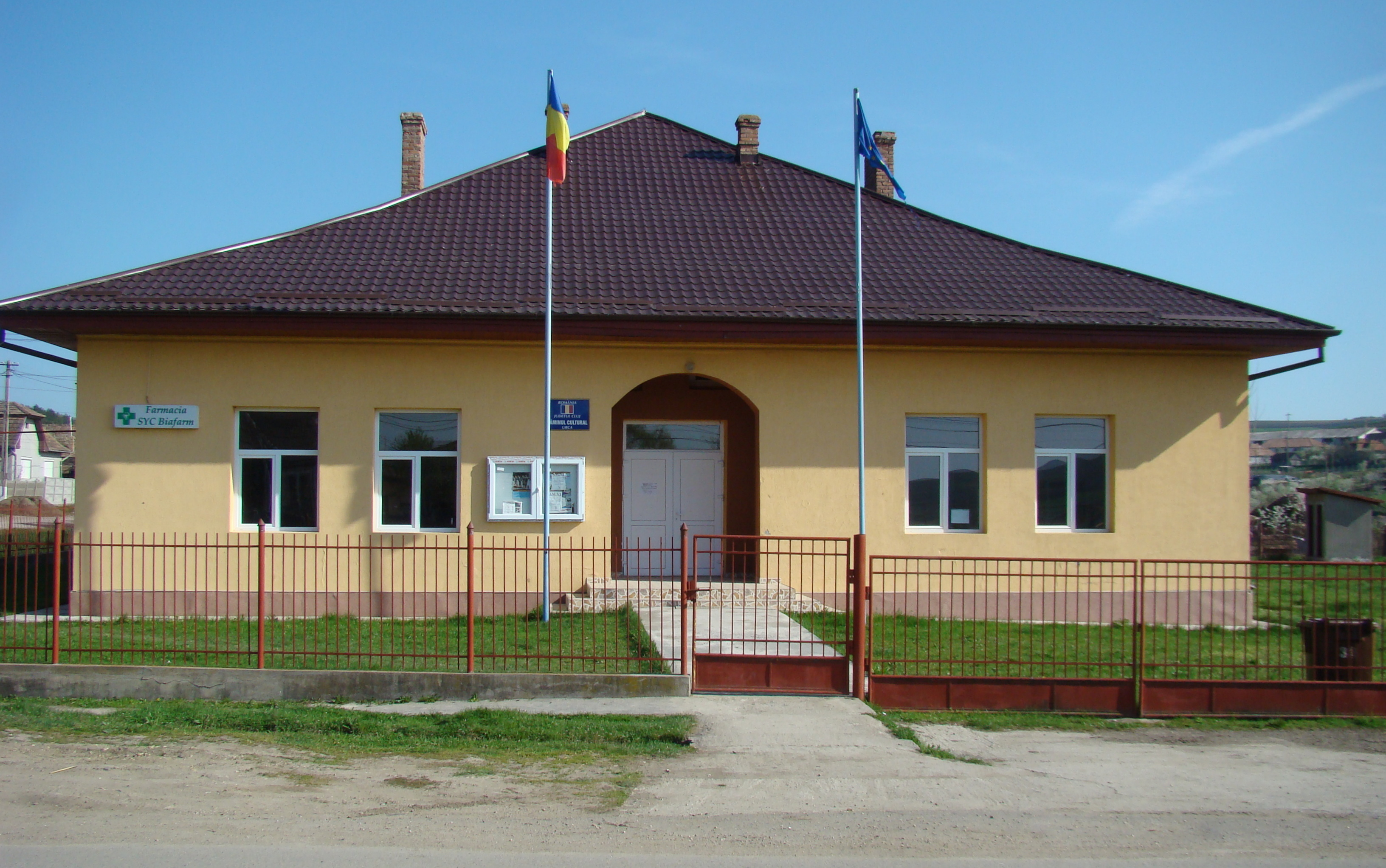
Căminul cultural
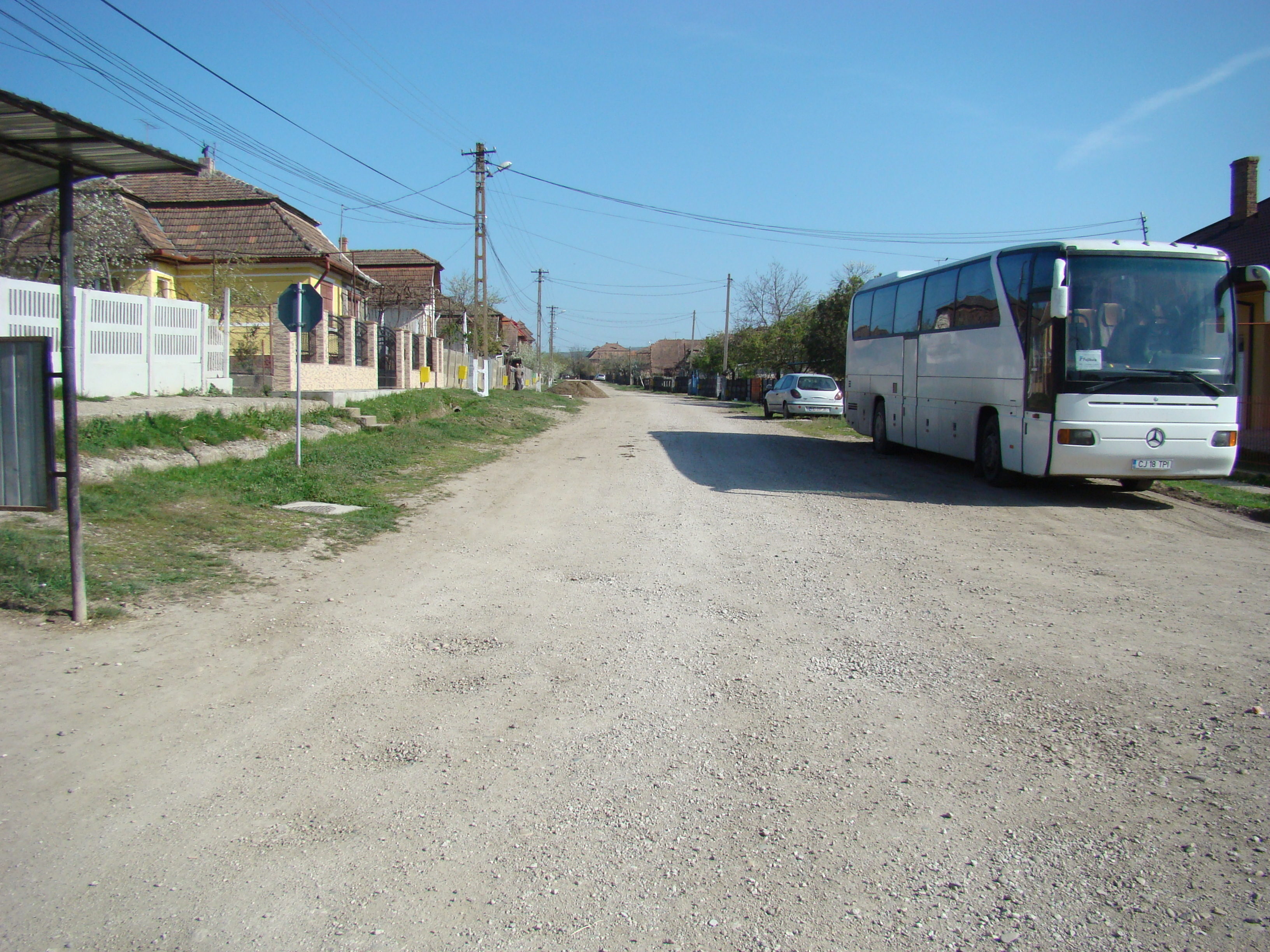
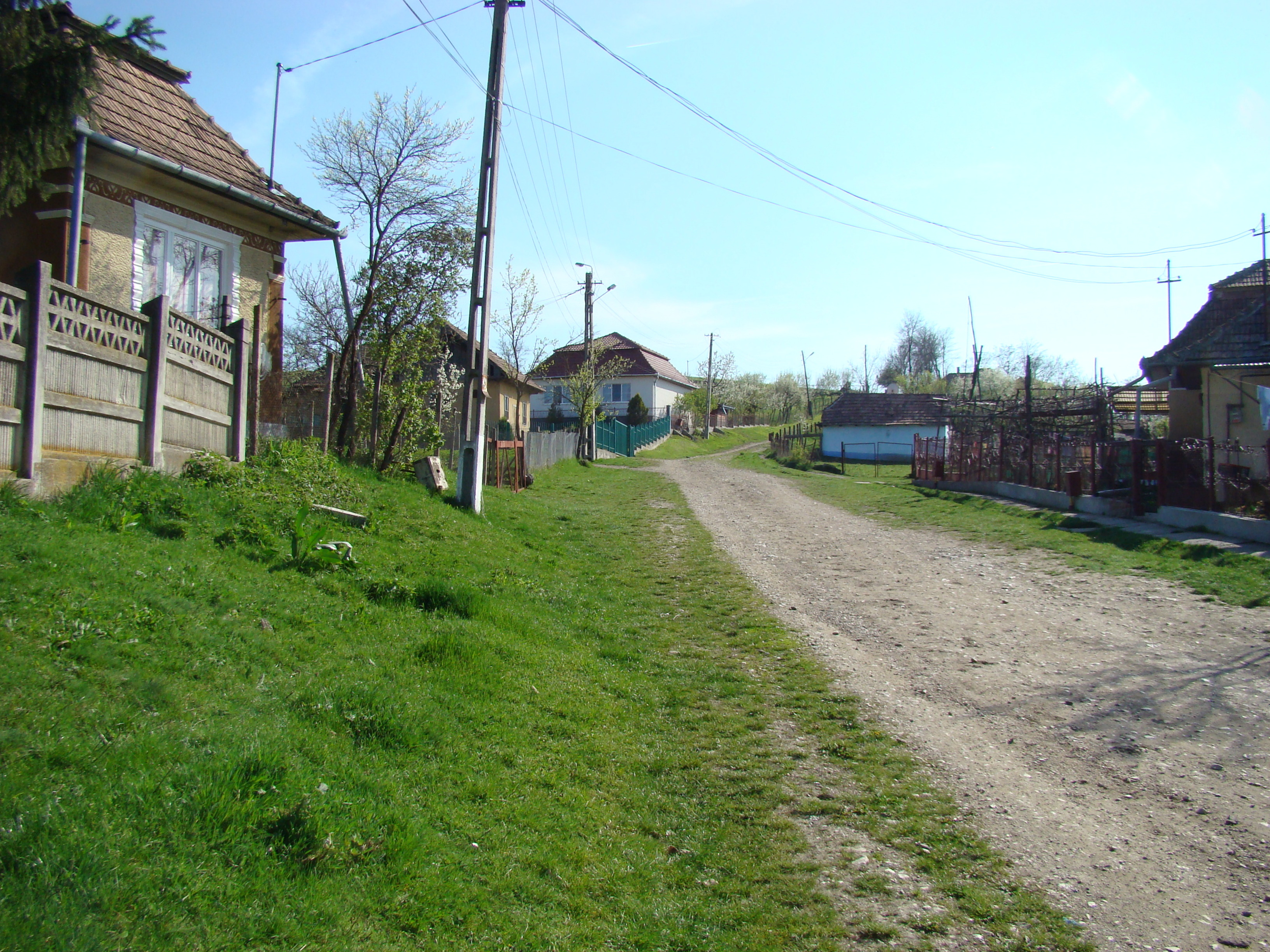